# Edwardsiana rosaesugans
Edwardsiana rosaesugans är en insektsart som först beskrevs av Cerutti 1939.  Edwardsiana rosaesugans ingår i släktet Edwardsiana och familjen dvärgstritar. Inga underarter finns listade i Catalogue of Life.